# Frode Estil
Frode Estil, född 31 maj 1972, i Sörli, är en norsk före detta längdskidåkare.
Hans skidkarriär började så tidigt som 1987, men har alltid stått i skuggan av alla framgångsrika norska skidlöpare.
Vid jaktstarten i OS 2002 kom han egentligen på delad andraplats med Thomas Alsgaard. Det var omöjligt att skilja dem ens på målfoto. Men när Johann Mühlegg åkte fast för doping blev båda norrmännen guldmedaljörer.

## Meriter

### OS och VM
Se listan t.h.

### Världscupen
- Femma 2002
- Sexa 2003 och 2004
- Åtta 2001
- Fyra segrar i världscupen